# Araphura spinithenari
Araphura spinithenari is een naaldkreeftjessoort uit de familie van de Tanaellidae. De wetenschappelijke naam van de soort is voor het eerst geldig gepubliceerd in 2005 door Larsen.